# Jazīrat Safājah
Jazīrat Safājah är en ö i Egypten.   Den ligger i guvernementet Al-Bahr al-Ahmar, i den östra delen av landet, 500 km sydost om huvudstaden Kairo. Arean är 12,7 kvadratkilometer.
Terrängen på Jazīrat Safājah är mycket platt. Öns högsta punkt är 23 meter över havet. Den sträcker sig 7,5 kilometer i nord-sydlig riktning, och 4,1 kilometer i öst-västlig riktning.